# Gyöngyvirágfafélék
A gyöngyvirágfafélék (Clethraceae) az hangavirágúak rendjének (Ericales) egyik családja. A családba két nemzetség kb. 50 faja tartozik, tehát a rend egy kisebb családja. A gyöngyvirágfák trópusi és szubtrópusi elterjedésű fák vagy cserjék. Leveleik szórt állásúak. Viráguk sugaras szimmetriájú, a csészék – melyek száma 5 – általában összenőttek, a szirmok szabadok, ezek száma is 5. A porzótájban 10 vagy 12 porzó található 2 körben. A termőtáj 3 termőlevélből nőtt össze, és alsó állású. A termőből toktermés fejlődik. Madeirán él a Madeira-gyöngyvirágfa (Clethra arborea).